# Взяття Малахового кургану
Взяття Малахового кургану (фр. La Prise de la tour Malakoff) — картина, написана французьким художником Орасом Верне в 1858 році. Була написана олійними фарбами на замовлення комуни Отен у 1856 році на честь Патріса де Мак-Магона, уродженця департаменту Сона і Луара, який відзначився під час тогочасної Кримської війни, зберігається в музеї Ролена.
Це батальна картина з оригінальною композицією. На ній зображено момент перемоги французької армії наприкінці штурму Малахового кургану 8 вересня 1855 року в Севастополі. Генерал Мак-Магон зображений як переможець на вершині пагорба, вкритого трупами, в той час як один з його зуавів встановлює триколірний прапор з дірками. Він вказує на землю, ніби відповідаючи британському союзнику, який вітає його своїм знаменитим «J'y suis, j'y reste».